# Latin Kings

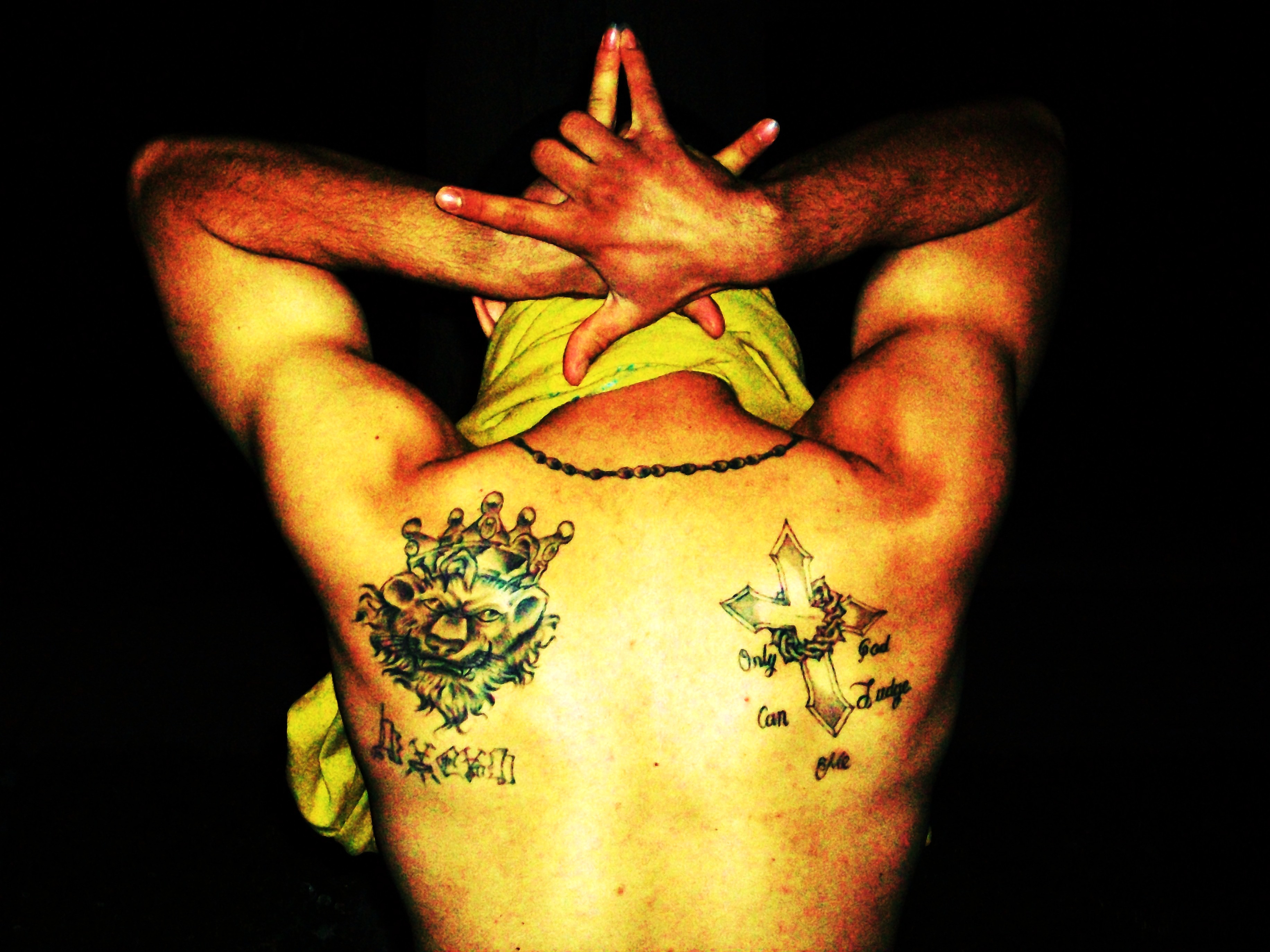
Een lid van de Latin Kings toont zijn tatoeage van een gekroonde leeuw, het embleem van de bende

De Latin Kings, ook bekend als de Almighty Latin King Nation (ALKN) en Almighty Latin King and Queen Nation (ALKQN), is de grootste en meest georganiseerde Latijns-Amerikaanse straatbende in de Verenigde Staten.
De bende werd opgericht in de jaren 1940 in Chicago. Gino Gustavo Colon, alias "Lord Gino", wordt al lange tijd gezien als de "Corona" of koning van de Almighty Latin King Nation in Chicago. Momenteel zit hij een levenslange gevangenisstraf uit in een federale gevangenis op basis van 25 veroordelingen, waaronder samenzwering tot het verspreiden van cocaïne en andere drugs.
Luis Felipe, alias "King Blood", richtte zijn eigen afsplitsing van de Almighty Latin King and Queen Nation op in de staat New York nadat hij hiervoor toestemming kreeg van zijn meerderen in Chicago. Hij benoemde zichzelf tot "Inca and Supreme Crown" van New York. In 1995 werd Antonio Fernandez, alias "King Tone", benoemd tot Inca and Supreme Crown van New York State en New Jersey.